# Böhlen
Böhlen é um município da Alemanha, situado no distrito de Leipzig, no estado da Saxônia. Tem 24,55 km² de área, e sua população em 2019 foi estimada em 6.651 habitantes.